# Bernardino Batista
Bernardino Batista este un oraș în Paraíba (PB), Brazilia.